# Михаил Квартирников
Михаил Алексиев Квартирников е български математик и учител.

## Биография
Роден 1862 г. в с. Капустина Балка, Одеска губерния, Руска империя (сега квартал на гр. Микулаев, Украйна) в семейството на земеделец и има руско-български произход, коренящ се от български преселници от времето на генерал Дибич (1828 г.). През 1889 г. завършва математика във Виенския университет. Преподава математика в Сливенската мъжка гимназия, Духовната семинария в Цариград, Варненската мъжка гимназия и Търговското училище – Варна (1889 – 1926). Удостоен е със званието „Първостепенен учител“ през 1901. Негов син е строителният инженер проф. Алекси Квартирников. Умира през 1950 г. в София.
Личният му архив се съхранява във фонд 1484К в Централен държавен архив. Той се състои от 18 архивни единици от периода 1862 – 1963 г.